# Жълта къща
Жълта къща (на нидерландски: Het gele huis) е картина на нидерландския художник Винсент Ван Гог. Нарисувана е през септември 1888 година в Арл.

## История
Мечта на ван Гог е да създаде съюз на художници-съмишленици, които да живеят заедно и да творят свободно. От май 1888 година наема четири стаи в жълтата къща на площад Ламартин в Арл. Специално ремонтира и боядисва стаите. Винсент описва къщата в писмо до брат си. На картината се вижда, че от дясната страна на жълтата къща е авеню Монмажур и в края двата железопътни моста. Първият, през който преминава влак и който води до другата страна на река Рона и отзад другия мост, собственост на P.-L.-M. Railway Company (Paris Lyon Méditerranée). На картината се вижда и ров, който преминава през авенюто и е за газовата тръба, която по-късно позволява на ван Гог да си монтира газово осветление в ателието. За това той пише в своите писма.
Сградата е повредена по време на нападение на съюзниците на 26 юни 1944 година от съюзниците и съборена по-късно.
В писмо от 28 септ. 1888 той представя идеята за картина, като обяснява, че това, което го впечтлява, е колоритът, комбинацията от жълто и синьо. В предходните редове той е коментирал цветовете на друга своя картина, Звездна нощ над Рона, отново жълтото и синьото, използвани там в друга тоналност и пропорция.

## Галерия
- „Жълта къща“, акварел от Ван Гог, 1888
- „Домът на Ван Гог“, акварел на Пол Синяк, 1932